# Garankédey
Garankédey ou Garankadèye est une localité et une commune rurale du Niger, du département de Dosso, région de Dosso.

## Géographie
Garankédey est située à 32 km au nord-ouest du chef-lieu départemental Dosso.  
| Koygolo        | Sokorbé    | Mokko |
| Kiota          | Garankédey | Mokko |
| Birni N'Gaouré | Gollé      | Dosso |

## Histoire
La commune rurale de Garankédey instaurée en 2002, est issue du canton de Dosso. 

## Population
Lors du recensement général de 2012, la population communale est relevée à 35 009 habitants. La localité compte 3 147 habitants en 2012.

## Localités
La commune s'étend sur 23 villages, 25 hameaux et 60 camps au nord-ouest du département de Dosso.

## Services et infrastructures
- Centre de Santé Intégré (CSI) à Garankédey, Dey Tagui Attili et Kayan[4].
- Collège d'enseignement général (CEG) à Garankédey,
- Centre de formation des métiers (CFM) à Garankédey.